# توم بونن
توم بونن مواليد 15 أكتوبر 1980 في بلجيكا، هو دراج بلجيكي في صنف سباق الدراجات على الطريق. شارك في دورة الألعاب الأولمبية الصيفية.

## الميداليات
| الميدالية | المسابقة                                    |
| --------- | ------------------------------------------- |
| ذهبية     | بطولة العالم لسباق الدراجات على الطريق 2012 |

### سباقات أو مراحل فاز بها
| التاريخ        | السباق                                                     | المركز                      |
| -------------- | ---------------------------------------------------------- | --------------------------- |
| 28 مايو 2000   | Paris–Roubaix Espoirs 2000                                 |                             |
| 06 مايو 2001   | سيركيت دي والونيا 2001                                     |                             |
| 24 فبراير 2002 | Classic Haribo 2002                                        | السادس في التصنيف العام     |
| 14 أبريل 2002  | سباق باريس روبيه 2002                                      | الثالث في التصنيف العام     |
| 07 سبتمبر 2002 | 2002 Omloop Mandel-Leie-Schelde                            |                             |
| 26 سبتمبر 2002 | 2002 Omloop van het Houtland                               |                             |
| 29 سبتمبر 2002 | 2002 Circuit Franco-Belge                                  |                             |
| 01 مارس 2003   | اوملوب هيت فولك 2003                                       | الخامس في التصنيف العام     |
| 29 مارس 2003   | إي ثري هاريل بيك 2003                                      | المرتبة 12 في التصنيف العام |
| 09 أبريل 2003  | غنت-وفلجم 2003                                             |                             |
| 31 يناير 2004  | Grand Prix Doha 2004                                       |                             |
| 06 فبراير 2004 | طواف قطر 2004                                              |                             |
| 27 مارس 2004   | إي ثري هاريل بيك 2004                                      | الفائز في التصنيف العام     |
| 07 أبريل 2004  | غنت-وفلجم 2004                                             | الفائز في التصنيف العام     |
| 14 أبريل 2004  | شيلدبرايش 2004                                             | الفائز في التصنيف العام     |
| 16 مايو 2004   | Tour de Picardie 2004                                      | الفائز في التصنيف العام     |
| 28 أغسطس 2004  | 2004 Omloop Mandel-Leie-Schelde                            | الفائز في التصنيف العام     |
| 01 يناير 2005  | 2005 سباق الطريق في بطولة العالم لسباق الدراجات على الطريق | الفائز في التصنيف العام     |
| 01 يناير 2005  | برو تور 2005                                               |                             |
| 29 يناير 2005  | Grand Prix Doha 2005                                       |                             |
| 04 فبراير 2005 | طواف قطر 2005                                              |                             |
| 26 مارس 2005   | إي ثري هاريل بيك 2005                                      | الفائز في التصنيف العام     |
| 03 أبريل 2005  | طواف فلاندرز 2005                                          | الفائز في التصنيف العام     |
| 10 أبريل 2005  | سباق باريس روبيه 2005                                      | الفائز في التصنيف العام     |
| 29 مايو 2005   | طواف بلجيكا 2005                                           | الفائز في التصنيف العام     |
| 05 نوفمبر 2005 | Amstel Curaçao Race 2005                                   | الفائز في التصنيف العام     |
| 27 يناير 2006  | Grand Prix Doha 2006                                       | الفائز في التصنيف العام     |
| 03 فبراير 2006 | طواف قطر 2006                                              | الفائز في التصنيف العام     |
| 26 فبراير 2006 | كرونا بروكسل 2006                                          |                             |
| 25 مارس 2006   | إي ثري هاريل بيك 2006                                      | الفائز في التصنيف العام     |
| 02 أبريل 2006  | طواف فلاندرز 2006                                          | الفائز في التصنيف العام     |
| 12 أبريل 2006  | شيلدبرايش 2006                                             | الفائز في التصنيف العام     |
| 09 سبتمبر 2006 | باريس-بروكسل 2006                                          |                             |
| 04 أكتوبر 2006 | 2006 KAJ-KWB Prijs                                         | الفائز في التصنيف العام     |
| 02 فبراير 2007 | طواف قطر 2007                                              |                             |
| 04 مارس 2007   | كرونا بروكسل 2007                                          | الفائز في التصنيف العام     |
| 28 مارس 2007   | دفارز دور فلاندرز 2007                                     | الفائز في التصنيف العام     |
| 31 مارس 2007   | إي ثري هاريل بيك 2007                                      | الفائز في التصنيف العام     |
| 29 يوليو 2007  | سباق طواف فرنسا 2007                                       | الأول في تصنيف النقاط       |
| 01 فبراير 2008 | طواف قطر 2008                                              | الفائز في التصنيف العام     |
| 13 أبريل 2008  | سباق باريس روبيه 2008                                      | الفائز في التصنيف العام     |
| 06 فبراير 2009 | طواف قطر 2009                                              | الفائز في التصنيف العام     |
| 01 مارس 2009   | كرونا بروكسل 2009                                          | الفائز في التصنيف العام     |
| 25 مارس 2009   | دفارز دور فلاندرز 2009                                     |                             |
| 12 أبريل 2009  | سباق باريس روبيه 2009                                      | الفائز في التصنيف العام     |
| 04 أكتوبر 2009 | 2009 Circuit Franco-Belge                                  |                             |
| 11 أكتوبر 2009 | باريس تورز 2009                                            |                             |
| 12 فبراير 2010 | طواف قطر 2010                                              |                             |
| 27 مارس 2011   | غنت-وفلجم 2011                                             | الفائز في التصنيف العام     |
| 01 يناير 2012  | طواف العالم للدراجات 2012                                  |                             |
| 10 فبراير 2012 | طواف قطر 2012                                              | الفائز في التصنيف العام     |
| 23 مارس 2012   | إي ثري هاريل بيك 2012                                      | الفائز في التصنيف العام     |
| 25 مارس 2012   | غنت-وفلجم 2012                                             | الفائز في التصنيف العام     |
| 01 أبريل 2012  | طواف فلاندرز 2012                                          | الفائز في التصنيف العام     |
| 08 أبريل 2012  | سباق باريس روبيه 2012                                      | الفائز في التصنيف العام     |
| 01 سبتمبر 2012 | موانئ العالم كلاسيكي 2012                                  | الفائز في التصنيف العام     |
| 08 سبتمبر 2012 | باريس-بروكسل 2012                                          | الفائز في التصنيف العام     |
| 01 يناير 2013  | هيستسي بيجل 2013                                           | الفائز في التصنيف العام     |
| 01 يناير 2014  | هيستسي بيجل 2014                                           | الفائز في التصنيف العام     |
| 14 فبراير 2014 | طواف قطر 2014                                              |                             |
| 02 مارس 2014   | كرونا بروكسل 2014                                          | الفائز في التصنيف العام     |
| 31 مايو 2015   | طواف بلجيكا 2015                                           | الأول في تصنيف النقاط       |
| 14 يونيو 2015  | روند أم كولن 2015                                          | الفائز في التصنيف العام     |
| 05 سبتمبر 2015 | دراجات بروكسل الكلاسيكية 2015                              |                             |
| 06 سبتمبر 2015 | جي بي دي فورميس 2015                                       |                             |
| 03 أكتوبر 2015 | طواف مونستر 2015                                           | الفائز في التصنيف العام     |
| 31 يوليو 2016  | رايد لندن 2016                                             | الفائز في التصنيف العام     |
| 03 سبتمبر 2016 | دراجات بروكسل الكلاسيكية 2016                              | الفائز في التصنيف العام     |

## وصلات خارجية
- الموقع الرسمي

## روابط خارجية
- توم بونن على موقع الاتحاد الدولي للدراجات (الإنجليزية)
- توم بونن على موقع أرشيف الدراجات (الإنجليزية)
- توم بونن على موقع إحصائيات الدراجات الإحترافية (الإنجليزية)
- توم بونن على موقع نسبة الدراجات (الإنجليزية)
- توم بونن على موقع CycleBase (الإنجليزية)
- توم بونن على موقع اللجنة الأولمبية الدولية (الإنجليزية)
- توم بونن على موقع أوليمبيديا (الإنجليزية)